# Observatoire cantonal de Neuchâtel

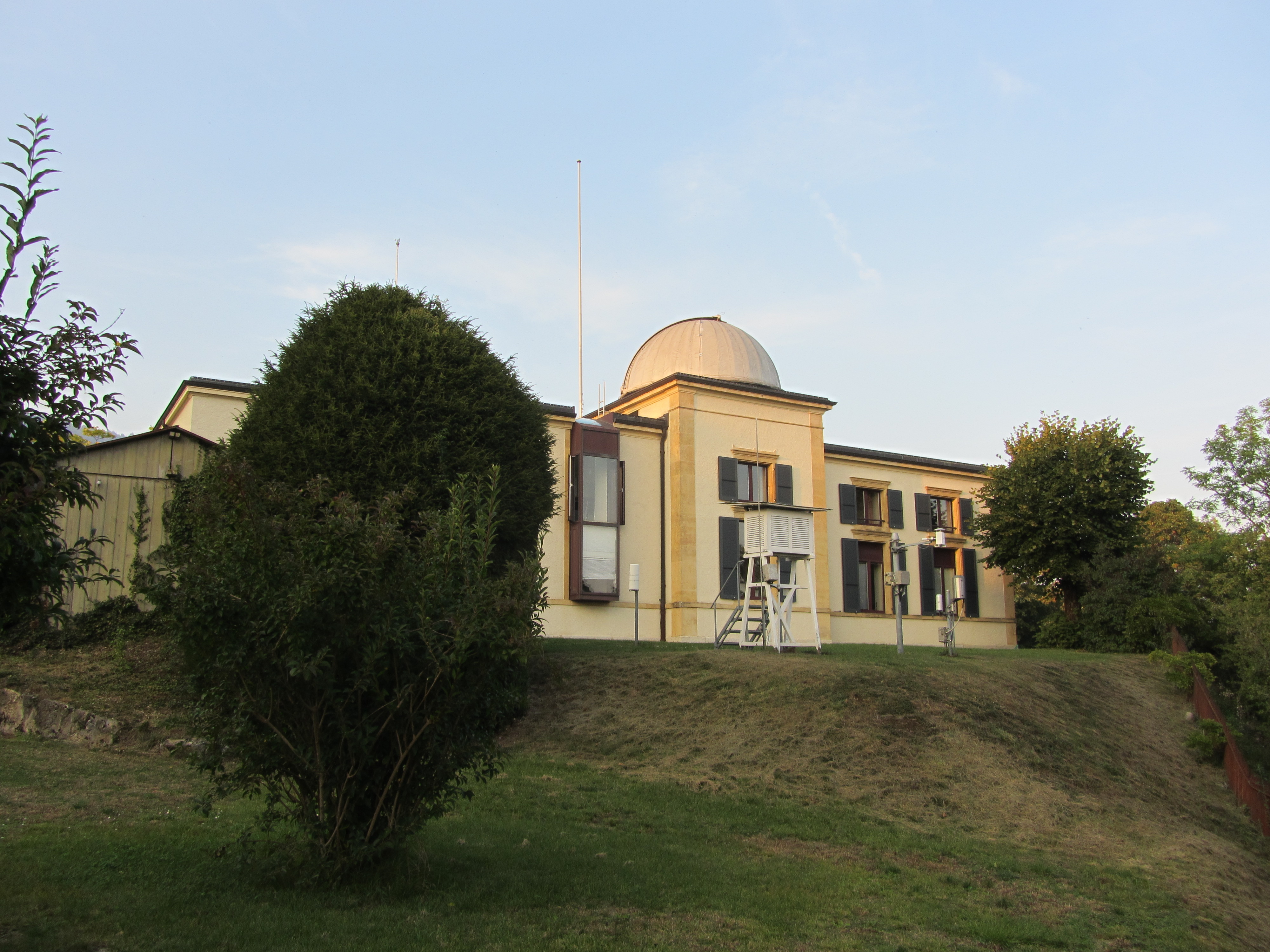
Observatoire cantonal, Altbau

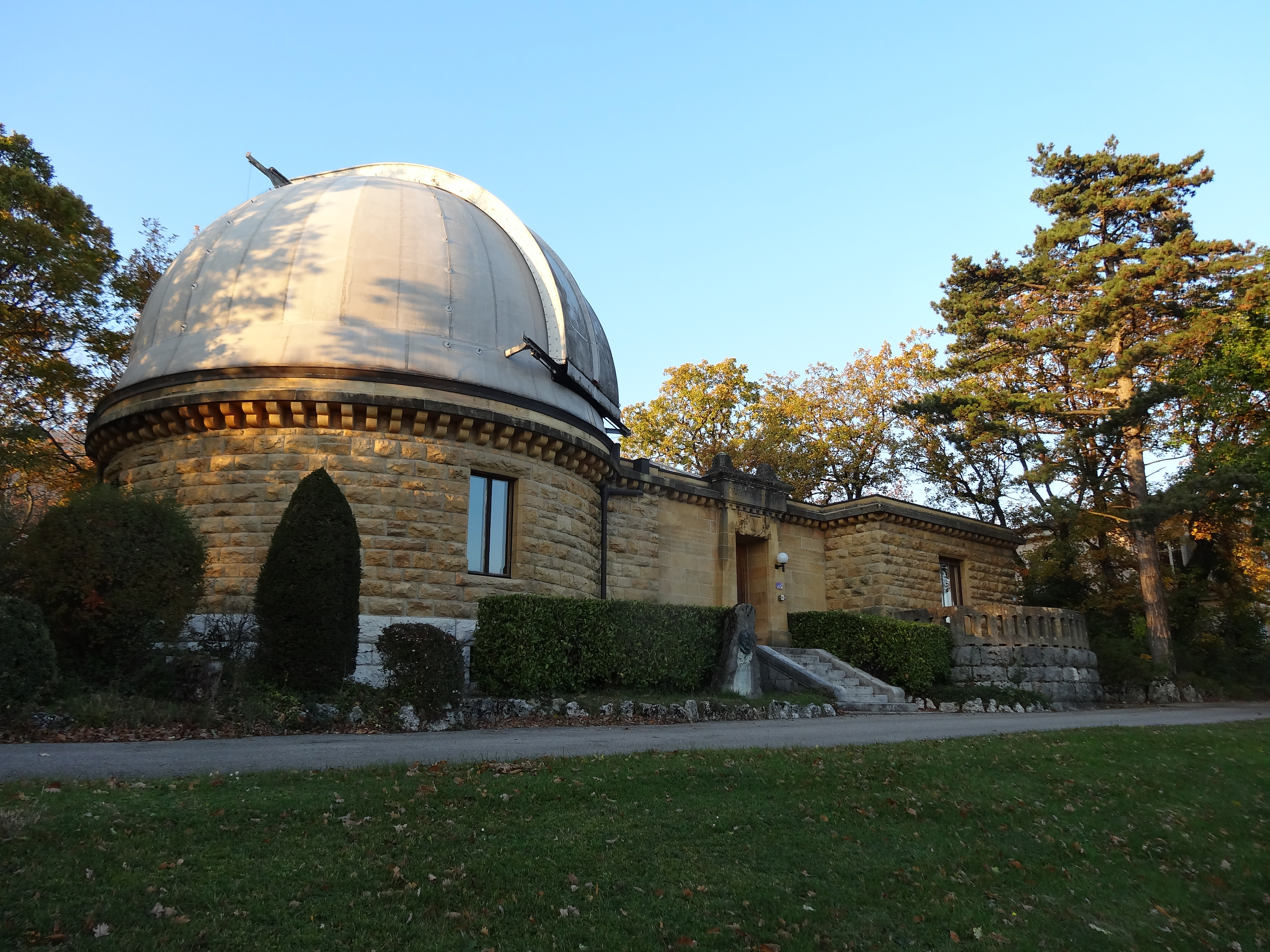
Pavillon Hirsch

Das Observatoire cantonal de Neuchâtel (französisch für kantonales Observatorium Neuenburg oder kantonale Sternwarte Neuenburg) ist ein astronomisches Observatorium, welches durch den Kanton Neuenburg in der Schweiz im Jahre 1858 gegründet worden ist. Das 1860 eingeweihte Gebäude wurde von Hans Rychner in klassisch inspirierten Formen erbaut, wobei damals darauf geachtet wurde, die Instrumente direkt auf dem Felsen zu platzieren, ohne Verbindung zum Gebäude.
Erster Direktor des Observatoriums war Adolphe Hirsch, der das Institut bis zu seinem Tod 1901 leitete, und nach dem der 1912 eröffnete Erweiterungsbau benannt wurde.
Die verschiedenen Abteilungen der Beobachtungsstelle wurden 2007 geschlossen und von verschiedenen Institutionen übernommen.

## Uhren
Die ursprüngliche Uhrenanlage des Observatoriums von Neuchâtel bestand aus einer Präzisionspendeluhr von Winnerl / Paris (für die Sternzeit) und für die Mittlere Zeit hatte Adolphe Hirsch im Jahr 1859 einen Galvano Magnetic Regulator der Fa. Shepherd / London (nebst elektrischen Vorrichtungen zur Zeitübermittlung auf elektrischen Wege) installieren lassen. Die Uhr von Shepherd war bis ca. 1900 in Betrieb und sandte täglich Zeitimpulse nach Bern, La Chaux-de-Fonds und Le Locle. Im Laufe der Jahre wurden weitere Präzisionspendeluhren von Hipp, Zenith und Leroy installiert und die Zeit über den Langwellensender Prangins verbreitet.
Neben astronomischen Beobachtungen arbeitet die Sternwarte in Neuenburg auch mit Atomuhren. Vor 1967 wurde die Sekunde durch die Rotation der Erde bestimmt und somit kalibrierte das Observatorium die Uhren mittels Beobachtungen. Zur heutigen Zeit werden die Teleskope von Amateurastronomen benutzt und die Uhren werden mittels Atomuhren synchronisiert.
Das Observatorium Neuenburg hat den IAU-Code 019.